# Oxycoleus clavipes
Oxycoleus clavipes là một loài bọ cánh cứng trong họ Cerambycidae.